# Lugosi Hírmondó
Lugosi Hírmondó (Știristul lugojean în traducere în limba română) este o publicație online în limba maghiară ce apare lunar și care are drept scop informarea comunității maghiare din orașul Lugoj pe subiecte precum politica, educația, viața publică, cultura și istoria locală, literatura, societatea, economia, care fie își au originea în Lugoj, fie au un impact asupra acestuia din urmă.
Echipa redacțională este condusă de Zoltán Király și este compusă din Iosif Pozsár (politică, societate), Zoltán Király (politică externă, știri, economie, istorie locală), László Kovács  (consiliul local, societate), Rozália Király (educație, istorie locală, cultură).